# Karl Stotz
Karl Stotz (Bécs, 1927. március 27. – Seefeld in Tirol, 2017. április 4.) világbajnoki bronzérmes osztrák labdarúgó, hátvéd, edző.

## Pályafutása

### Klubcsapatokban
Fiatalon harcolt a sztálingrádi csatában, 1944 és 1948 között hadifogságban volt. Hazatérése után 1948 és 1951 között az FC Wien játékosa volt. 1951-től 1963-ig az FK Austria Wien játékosa volt, ahol közel 300 mérkőzésen 22 gólt szerzett. Ebben a 12 évben 4 bajnoki címet és 2 hazai kupát nyert.

### A válogatottban
1950 márciusában debütált Ausztriában egy barátságos meccsen Svájc ellen. Az osztrák válogatott színeiben részt vett az 1954-es és az 1958-as labdarúgó-világbajnokságon. 43 mérkőzésen egy gólt szerzett. Az utolsó nemzetközi mérkőzése 1962 szeptemberében volt egy barátságos meccsen Csehszlovákia ellen.

### Edzőként
1972–1978 között az FK Austria Wien edzője volt. 1978–1981 között az osztrák labdarúgó-válogatott szövetségi kapitányaként dolgozott.

## Sikerei, díjai
Austria Wien
- Osztrák bajnokság
  - bajnok (4): 1952–53, 1960–61, 1961–62, 1962–63
- Osztrák kupa
  - győztes (2): 1960, 1962

## Fordítás
- Ez a szócikk részben vagy egészben  a   Karl Stotz című angol Wikipédia-szócikk ezen változatának fordításán alapul.  Az eredeti cikk szerkesztőit annak laptörténete sorolja fel. Ez a jelzés csupán a megfogalmazás eredetét és a szerzői jogokat jelzi, nem szolgál a cikkben szereplő információk forrásmegjelöléseként.